# Вібеке Стене
Вібеке Стене (норв. Vibeke Stene) — норвезька співачка. Найбільш відома як колишня учасниця готик-метал-гурту «Tristania». Співацький голос Стене являє собою лірико-драматичне сопрано (спінто-сопрано) та має діапазон у три октави.

## Біографія та кар'єра
Народилася 17 серпня 1978 в муніципалітеті Сокндал, фюльке Ругаланн, Норвегія, у родині Стейнара Стене та Сіссел Бьо Стене. Має двох сестер — Інгвільд і Майкен.
З тринадцяти років Стене почала брати уроки співу, що викликало у неї інтерес до класичного вокалу. У шкільні роки виступала в джазових, фольклорних і класичних концертах як сольно, так і з різними гуртами. Близько 17 років вона зацікавилася хеві-металічним вокалом і після того, як відвідала концерт «Theatre of Tragedy» в Ставангері, почала мріяти співати в подібному гурті. Вже ставши професійною співачкою, вона брала уроки вокалу до 23 років.
З учасниками «Tristania» Стене познайомилася через спільну подругу і приєдналася до гурту в 1996 році під час його першого демозапису в віці 18 років, ще навчаючись у школі. Спочатку група планувала тимчасово запросити Стене як сесійну вокалістку, але згодом було вирішено зробити її офіційним учасником гурту. За словами Стене, вона сама не знала, що є повноправною учасницею «Tristania», поки не прочитала статтю після виходу записаного за її ж участю альбому «Widow's Weeds». З «Tristania» Стене випустила 5 альбомів і багато гастролювала по Європі та Америці, взявши у деяких великих європейських фестивалях.
У 1999 році вона також взяла участь у записі альбому «Journey To The End Of The Night» норвезького прог-метал гурту «Green Carnation».
Вже у 2006 році Стене почала скорочувати діяльність у гурті, щоб завершити навчання в університеті та отримати ліцензію на викладання вокалу. В лютому 2007 року, відразу після виходу альбому «Illumination», Стене покинула «Tristania» (крім названих вище причин зазначивши також, що їй не подобалося, в якому напрямку розвивається музика гурту). За збігом обставин приблизно в той же час фінський гурт «Nightwish» звільнив свою вокалістку Тар'ю Турунен, що призвело до чуток, ніби її замінить Стене, але остання спростувала ці чутки і заявила, що взагалі не хотіла б співати для «Nightwish». Крім того вона розповіла, що за рік до того лейбл «Tristania» питав у неї дозволу на розповсюдження таких чуток про неї з метою підвищити інтерес до гурту, але вона відмовила.
Покинувши «Tristania», Стене взагалі пішла з музичної індустрії. Вона з 2007 року працювала викладачем музики у початковій школі в Крістіансанні, створила сім'ю та народила сина і дочку. Втім, в інтерв'ю 2010 року на питання, чи буде вона знову професійно співати, Стене заявила, що може прийняти таку пропозицію.
У 2011 році електронний гурт «Pluto» випустив пісню під назвою «Queen of Broken Hearts» за участю Стене. Але це не свідчило про те, що вокалістка повернулася до професійної діяльності: за словами учасників гурту, запис цієї пісні зі Стене було здійснено що у 1999 році.
У червні 2013 року Стене оголосила у Facebook, що повертається на музичну сцену. Її першою новою музичною діяльністю стала участь в норвезькому метал-гурті «God of Atheists» (створений Асгейром Мікельсоном (ex-«Borknagar») супергурт, у якому також брали участь такі музиканти, як ICS Vortex з «Dimmu Borgir», Ісан з «Emperor» і Трим Торсон з «Zyklon»). У 2015 році вона написала та заспівала одну пісню для готичного метал-гурту «Viper Solfa» на їхньому дебютному альбомі «Carving an Icon».
Стене також виконує ролі в театрі: в 2015 році вона дебютувала в головній ролі Сільї у п'єсі свого друга Кая Ерланда «Заручниця ганьби» (норв. «Skammens Gissel»). На сцені вона використовувала одяг, в якому виступала на концертах з «Tristania».
У липні 2020 року Стене оголосила про створення разом з Асгейром Мікельсоном нового дум-метал-гурту під назвою «Veil of Secrets». 13 листопада 2020 року вийшов дебютний сингл «The Last Attempt», 30 листопада 2020 року — перший студійний альбом «Dead Poetry».

## Дискографія

### Tristania
- «Tristania» (демозапис, 1997)
- «Widow's Weeds» (1998)
- «Beyond the Veil» (1999)
- «Widow's Tour» (концертний альбом, 1999)
- «World of Glass» (2001)
- «Ashes» (2005)
- «Illumination» (2007)
- Кліпи «Evenfall» (1998), «Equilibrium» і «Libre» (2005)

### Veil of Secrets
- «Dead Poetry» (2020)

### Якзапрошена вокалістка
- Green Carnation — у піснях «In the Realm of the Midnight Sun», «Reflections of Life and Death» та «Under Eternal Stars» з альбому «Journey to the End of the Night» (1999)
- Samael — у пісні «Suspended Time» з альбому «Solar Soul» (2007)
- Plutho — у пісні «Queen of Broken Hearts» з альбому «Bob, You Don't Wanna Go There!» (2011)